# Karl Meyer (Politiker, 1876)
Karl Meyer (* 6. Juli 1876 in Listringen; † 1957) war ein deutscher Politiker (DNVP, CSVD).

## Leben
Nach dem Besuch der Volksschule arbeitete Meyer von 1893 bis 1906 als Maurer. Von 1907 bis 1912 war er Gewerkschaftssekretär beim christlichen Bauarbeiterverband und von 1913 bis 1914 in gleicher Funktion beim Gesamtverband der Christlichen Gewerkschaften tätig. 1917 wurde er stellvertretender Vorsitzender des Zentralverbandes der Landarbeiter. Ab 1926 war er Vorsitzender des Gestütbeamtenbundes in Berlin-Hermsdorf.
Meyer wurde im Februar 1921 auf Landeswahlvorschlag der Deutschnationalen Volkspartei (DNVP) in den Preußischen Landtag gewählt. Am 4. Dezember 1929 verließ er die DNVP-Fraktion. Er war dann zunächst fraktionsloser Abgeordneter und nach seinem Eintritt in den Christlich-Sozialen Volksdienst (CSVD) vom 22. Januar 1930 bis zum Ende der dritten Legislaturperiode 1932 Abgeordneter der CSVD-Fraktion.